# Ніч при дорозі
«Ніч при дорозі» («Ночь при дороге») — радянський художній фільм 1991 року, знятий режисером Віталієм Шувагіним на кіностудіях «Мосфільм» і «Білорусьфільм».

## Сюжет
За мотивами ранньої прози Кузьми Чорного та Максима Горецького. Про складний трагічний час колективізації. Два лялькарі ходять по селах, потрапляючи в різні конфліктні ситуації.

## У ролях
- Геннадій Гарбук — Влас
- Яків Петров — Кузьма
- Семен Морозов — Рудий
- Олександр Ткачонок — старший
- Оксана Юрченкова — Ядвіга
- Сергій Журковський — Комса
- Інокентій Січкар — хпопчик
- Римма Маркова — Дуринда
- Володимир Грицевський — епізод
- Лідія Мордачова — епізод
- Жаннета Четверикова-Друцька — епізод
- Денис Безпалий — епізод
- Юрій Шульга — епізод
- Іра Сидорова — епізод

## Знімальна група
- Режисер — Віталій Шувагін
- Сценарист — Наталія Чепік
- Оператор — Валентин Швецов
- Художник — Олександр Чертович